# Стрмендолац
Стрмендолац (до 1991. године Стрмен Долац) је насељено место у саставу града Триља, Сплитско-далматинска жупанија, Република Хрватска.

## Историја
До територијалне реорганизације у Хрватској налазио се у саставу старе општине Сињ.

## Становништво
На попису становништва 2011. године, Стрмендолац је имао 181 становника.
| Број становника по пописима | Број становника по пописима | Број становника по пописима | Број становника по пописима | Број становника по пописима | Број становника по пописима | Број становника по пописима | Број становника по пописима | Број становника по пописима | Број становника по пописима | Број становника по пописима | Број становника по пописима | Број становника по пописима | Број становника по пописима | Број становника по пописима | Број становника по пописима |
| --------------------------- | --------------------------- | --------------------------- | --------------------------- | --------------------------- | --------------------------- | --------------------------- | --------------------------- | --------------------------- | --------------------------- | --------------------------- | --------------------------- | --------------------------- | --------------------------- | --------------------------- | --------------------------- |
| 1857                        | 1869                        | 1880                        | 1890                        | 1900                        | 1910                        | 1921                        | 1931                        | 1948                        | 1953                        | 1961                        | 1971                        | 1981                        | 1991                        | 2001                        | 2011                        |
| 173                         | 0                           | 127                         | 232                         | 232                         | 225                         | 0                           | 278                         | 290                         | 310                         | 346                         | 303                         | 294                         | 339                         | 221                         | 181                         |

Напомена: До 1991. исказивано под именом Стрмен Долац. У 1869. и 1921. подаци су садржани у насељу Ведрине. У 1931. садржи податке за бивше насеље Велики Стрмендолац. До 1890. и у 1931. исказивано као део насеља.

### Попис1991.
На попису становништва 1991. године, насељено место Стрмен Долац је имало 339 становника, следећег националног састава:
| Попис 1991.‍ | Попис 1991.‍ | Попис 1991.‍ | Попис 1991.‍ | Попис 1991.‍ |
| ----------- | ----------- | ----------- | ----------- | ----------- |
|             |             |             |             |             |
| Хрвати      | Хрвати      |             | 335         | 98,82%      |
| Словенци    | Словенци    |             | 3           | 0,88%       |
| Италијани   | Италијани   |             | 1           | 0,29%       |
| укупно: 339 |             |             |             |             |